# Coelogypona venosella
Coelogypona venosella är en insektsart som beskrevs av Delong och Freytag 1966. Coelogypona venosella ingår i släktet Coelogypona och familjen dvärgstritar. Inga underarter finns listade i Catalogue of Life.